# Liponeura cordata
Liponeura cordata is een muggensoort uit de familie van de Blephariceridae. De wetenschappelijke naam van de soort is voor het eerst geldig gepubliceerd in 1916 door Vimmer.